# غرور (فیلم ۱۹۹۸)
«غرور» (انگلیسی: Pride (1998 film)) فیلمی در ژانر درام است که در سال ۱۹۹۸ منتشر شد. از بازیگران آن می‌توان به ماساهیکو تسوگاوا، آیومی ایشیدا، اسکات ویلسون، و رونی کوکس اشاره کرد.